# Empoasca plebeia
Empoasca plebeia är en insektsart som beskrevs av Delong och Davidson 1935. Empoasca plebeia ingår i släktet Empoasca och familjen dvärgstritar. Inga underarter finns listade i Catalogue of Life.